# Flávio Paixão
Flávio Paixão, de son nom complet Flávio Emanuel Lopes Paixão, est un footballeur portugais né le 19 septembre 1984 à Sesimbra. Il occupe le poste d'attaquant au Lechia Gdańsk en Pologne, club dans lequel il est le capitaine.
Son frère jumeau Marco est également footballeur.

## Biographie

### Formation et débuts
Formé à Sesimbra, Flávio Paixão rejoint l'équipe réserve du FC Porto en 2005.
Entre 2006 et 2009, il joue pour les clubs espagnols du CF Villanovense, Real Jaén et Benidorm CF, à chaque fois en Segunda División B, la troisième division du pays.

### Premiers pas chez les professionnels
Le 6 août 2009, il s'engage en même temps que son frère Marco avec le club écossais de Hamilton Academical, en première division écossaise. En deux saisons, il dispute 61 matchs toutes compétitions confondues, et inscrit 10 buts. En avril 2011, son contrat avec Hamilton est résilié, le club préparant la saison prochaine en deuxième division.
Au mois d'août, Paixão rejoint le club iranien du Tractor Club. Il y réalise deux bonnes saisons durant lesquelles son club termine à chaque fois à la deuxième place, et est même nommé dans l'équipe type du championnat en 2012. À l'été 2013, il est mis à l'écart par le club, qui refuse par ailleurs de le laisser partir.

### En Pologne (depuis 2014)
Le 9 janvier 2014, il s'engage avec le club polonais du Śląsk Wrocław, initialement pour y évoluer à partir de la saison 2014-2015. Finalement, la FIFA l'autorise à rejoindre l'équipe au mois de mars. Il jouera son premier match le 9 mars, aux côtés de son frère Marco, contre le Legia Varsovie.
Lors de sa première saison pleine avec le club, il inscrit 18 buts et n'est battu que de deux unités par Kamil Wilczek (Piast Gliwice) pour le titre de meilleur buteur de la division.
Le 8 février 2016, Paixão quitte Wrocław pour le Lechia Gdańsk. Il y remporte ses premiers trophées en 2019 : une Coupe et une Supercoupe de Pologne. Le 23 novembre 2019, contre le ŁKS Łódź, il inscrit deux buts et devient le meilleur buteur étranger de l'histoire de l'Ekstraklasa avec 68 réalisations.

## Palmarès
Avec le Lechia Gdańsk
- Coupe de Pologne (1) :
  - Vainqueur : 2019

- Supercoupe de Pologne (1) :
  - Vainqueur : 2019